# Grzybek (skocznia narciarska)
Grzybek, znany także jako Skocznia pod Grzybkiem – nieużywana skocznia narciarska w Czarnkowie o punkcie konstrukcyjnym umieszczonym na 30. metrze.

## Historia
Grzybek powstał w 1963 w ramach czynu społecznego z okazji zbliżającej się 20. rocznicy powstania Polski Ludowej. W tym samym roku odbyły się na niej inauguracyjne zawody. W pracach przy budowie obiektu zlokalizowanego w Parku Staszica brali udział pracownicy większości miejscowych zakładów pracy, a także uczniowie miejskich szkół. Schody i barierki zostały wykonane z podkładów przekazanych przez kolej. Sam obiekt powstał w sposób amatorski, bez projektu budowlanego, mimo problemów stawianych przez poznański Wydział Kultury Fizycznej Urzędu Wojewódzkiego. Pomysłodawcami jego budowy byli Walerian Kurzawa (nauczyciel śpiewu) oraz Henryk Piasecki (ówczesny sekretarz Rady Powiatowej), którzy chcieli w ten sposób znaleźć zajęcie dla lokalnej młodzieży. Rok po otwarciu obiekt przeszedł modernizację. Jej projektantem był inżynier Witold Podeszwa, który wcześniej sam uprawiał różne sporty zimowe (w tym skoki narciarskie), w projekcie pomagał również geodeta Stróżyński, który później był szefem skoczni, a w przebudowie i późniejszym funkcjonowaniu skoczni uczestniczył również ówczesny pracownik AWF Poznań dr Marian Szych, który często wizytował obiekt. Pomimo rzekomo błędnych obliczeń wykorzystanych przy budowie skoczni, które miały czynić ją niebezpieczną, w czasie funkcjonowania obiektu tylko raz zdarzyło się by któryś ze skoczków doznał złamania nogi.
Właścicielem obiektu był klub MKS Noteć Czarnków, w którym trenowało około 20 skoczków. Do skakania wymagana była warstwa śniegu na zeskoku o grubości co najmniej 20 centymetrów. W jego przygotowaniu pomagali uczniowie okolicznych szkół, którzy znosili śnieg za pomocą koców. Zawodnicy na szczyt najazdu udawali się pokonując schody umieszczone wzdłuż skoczni. Naturalna skocznia w Czarnkowie wyposażona była również w stanowisko dla trenerów i sędziów. W czasie funkcjonowania skocznia była dostępna dla wszystkich chętnych. Odbywały się na niej zmagania juniorów, a także konkursy, w których rywalizowali ze sobą miejscowi zawodnicy i skoczkowie z Gdańska. Oficjalnym rekordzistą skoczni był Kazimierz Polus, który w zawodach rozegranych 19 stycznia 1971 uzyskał odległość 32 metrów. Polus był również autorem najdłuższego skoku oddanego na tym obiekcie, uzyskując dystans 38 metrów w nieoficjalnej próbie oddanej na prośbę kibiców po jednym z konkursów. Obok skoczni K30 znajdowała się także mniejsza, przeznaczona dla początkujących zawodników, na której można była skakać około 20 metrów – po obiekcie tym nie pozostały żadne ślady. Oficjalne zawody na Grzybku po raz ostatni odbyły się w 1972. Obiekt był wykorzystywany jeszcze w latach 80. XX wieku, jednak później został on opuszczony ze względu na bezśnieżne zimy, uniemożliwiające dalsze skakanie.
Po zaprzestaniu wykorzystywania Grzybka zgodnie z oryginalnym przeznaczeniem rozgrywano na nim kilkukrotnie zawody kolarskie w ramach cyklu Škoda Auto Grand Prix MTB, doprowadzając tym samym do dewastacji dawnej skoczni. Od 2017 odbywają się na niej także amatorskie biegi, których trasa przebiega przez zeskok Grzybka. Właścicielem obiektu jest Ośrodek Sportu i Rekreacji w Czarnkowie.
W 2001, na fali tzw. małyszomanii, rozważano możliwość reaktywacji skoczni, a koszt jej remontu szacowano na ok. 100 tysięcy złotych. Do prawidłowego funkcjonowania potrzebna byłaby jednak większa modernizacja, w ramach której należałoby między innymi doprowadzić do obiektu wodę i prąd, zakupić kilka armatek śnieżnych, czy, chcąc korzystać z obiektu przez cały rok, wyposażyć skocznię w igelit. Należałoby także rozważyć przygotowanie nowego profilu i przekroju geodezyjnego skoczni tak, aby mogła ona uzyskać licencję Polskiego Związku Narciarskiego. Koszt wszystkich tych prac nie został oszacowany, a obiekt nie został przywrócony do użytku.
Dawna skocznia jest jedną z głównych atrakcji turystycznych miasta. Była jedynym tego typu obiektem w Wielkopolsce i jedną z niewielu polskich skoczni narciarskich zlokalizowanych na nizinach, w oddali od obszarów górskich.